# The Butcher's Ballroom
Albums de Diablo Swing Orchestra
Borderline Hymns
(2003) Sing-Along Songs for the Damned & Delirious
(2009)
The Butcher's Ballroom est le premier album du groupe suédois de metal avant-gardiste Diablo Swing Orchestra, publié le 17 août 2006 par Candlelight Records.
L'album reprend les quatre chansons de leur EP et tout premier disque Borderline Hymns, complété par neuf nouvelles chansons, pour un total de 13 pistes divisées en deux actes. C'est le premier album avec AnnLouice Lögdlund.
En 2011, l'album était classé comme l'album le plus populaire sur le site de téléchargement de musique Jamendo.

## Liste des chansons
Toutes les chansons sont écrites et composées par Daniel Håkansson, sauf mention contraire.
| 1. | Balrog Boogie              | 3:52 |
| 2. | Heroines                   | 5:21 |
| 3. | Poetic Pitbull Revolutions | 4:52 |
| 4. | Rag Doll Physics           | 3:52 |
| 5. | D'Angelo                   | 1:53 |
| 6. | Velvet Embracer            | 4:04 |

| 7.  | Gunpowder Chant            | 1:50 |
| 8.  | Infralove                  | 4:53 |
| 9.  | Wedding March for a Bullet | 3:13 |
| 10. | Qualms of Conscience       | 1:15 |
| 11. | Zodiac Virtues             | 4:46 |
| 12. | Porcelain Judas            | 4:08 |
| 13. | Pink Noise Waltz           | 6:05 |